# Brunner Attila
Brunner Attila (Kiskunfélegyháza, 1988. – ) magyar művészettörténész, levéltáros.

## Élete
Az Eötvös Loránd Tudományegyetemen folytatott tanulmányokat, 2014-ben oklevelet szerzett. Budapest Főváros Levéltára I. Iratőrző Főosztály főosztályvezető-helyettes, főlevéltáros munkatársa.
Fő kutatási területe a 19–20. század fordulójának művészete, különös tekintettel az Alföldre, mint régióra. Több saját könyve jelent meg építészeti témakörben, de másokkal közösen is adott ki kiadványokat kutatásairól.
2024-ben Zádor Anna-díjat kapott.

## Könyvei

### Folyóiratcikkek
Számos szakcikke jelent meg különböző időszaki kiadványokban.

### Saját könyvei
- Szecessziós építészet Csongrádon – Csongrád szecessziós épületei, Oppidum Csongrád Alapítvány, Csongrád, 2016, ISBN 978-963-12-8269-6[7]
- Az alföldi szecesszió [kurátorok ... Brunner Attila, Veress Dániel], Balogh Bertalan Művészeti Alapítvány, Budapest, 2017, ISBN 978-963-12-9966-3 (A 2015-2017 között rendezett vándorkiállítás katalógusa)[7]
- A Lechnerek – Források a család krónikájához, MMA Kiadó Nonprofit Kft., Budapest, 2022, ISBN 9786156434319[8]
- Felfedező utak – A szecessziós épületornamentika a vidéki Magyarországon, Holnap Kiadó, Budapest, 2023, ISBN 9789633494295[9]
- Magyarországi városházák, Holnap Kiadó, Budapest, 2023, ISBN 9789633493601[10]
- A Magyar Ede-ügy – Kisérlet egy öngyilkosság rekonstrukciójára, Holnap Kiadó, Budapest, 2024, ISBN 9789633494554[11]

### Társszerző
- (többekkel) A kiskunfélegyházi Móra Ferenc Gimnázium Emlékkönyve 1809–2009, Móra Ferenc Gimnázium, Kiskunfélegyháza, 2011, ISBN 978-963-08-1427-0[12]
- Brunner Attila –  Gopcsa Katalin: Veszprém város építészete a „hosszú” 19. században, Enigma 2001 Kiadó, Székesfehérvár, 2016, ISBN 978-963-89942-6-4[7]
- Brunner Attila – Sipos Anna: Veszprém épített öröksége, Artem Books Kft., Budapest, 2023, ISBN 978-615-01-6625-4[7]

### Szerkesztett könyvei
- (szerk.) Brunner Attila, Mészáros Márta, Veress Dániel: Szecesszió az Alföldön: dolgozatok a régió művészet- és várostörténetéről, Kiskun Múzeum, Kiskunfélegyháza, 2017, ISBN 978-963-12-5843-1 (A Kiskunfélegyházán, 2015. okt. 5-6-án rendezett konferencia előadásainak szerkesztett anyaga)[7]
- (szerk.) Brunner Attila, Sipos Anna, Wittek Krisztina: Szecesszió napjainkban. Konferencia Komor Marcell – Jakab Dezső tervezte Petőfi Szálló és Vigadó épületéhez kapcsolódóan, Szentes Város Önkormányzata, Szentes, 2017, ISBN 978-963-88883-2-7[7]
- (szerk.) Brunner Attila – Perczel Olivér: A Liget egykor, Budapest Főváros Levéltára, Budapest, 2021, ISBN 9786155635168[13]
- (szerk.) Brunner Attila: Virágok, díszek, minták. Hullay László szecessziós háztervei, TERC Kft., Budapest, 2024, ISBN 9786156744029[14][15]